# Courcelles-lès-Gisors
Pour les articles homonymes, voir Courcelles et Gisors (homonymie).
Courcelles-lès-Gisors est une commune française située dans le département de l'Oise, en région Hauts-de-France.

## Géographie

### Description

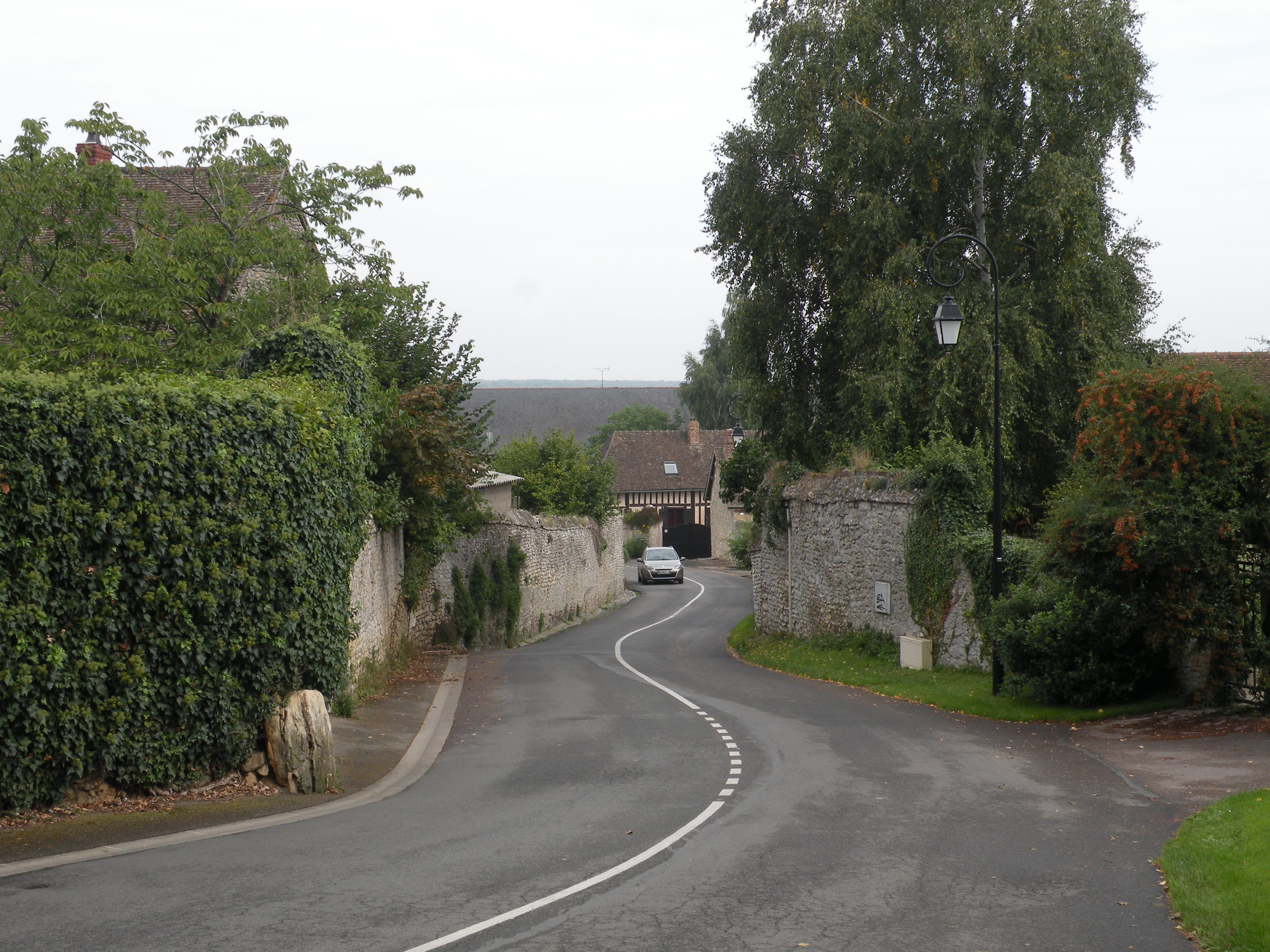
Ambiance du village.

Courcelles-lès-Gisors est un village périurbain de la vallée de l'Epte dans le vexin français, jouxtant au Sud-Ouest Gisors et situé à 35 km au nord-ouest de Pontoise, 32 km au sud-ouest de Beauvais et à 51 km au sud-est de Rouen. Desservie par la RD 181, il est aisément accessible par l'ancienne route nationale 15 qui relie Pontoise à Gisors.
Cette commune de l'Oise est limitrophe de l'Eure.
Louis Graves  mentionne en 1827 que le territoire communal « est incliné vers l'ouest, et présente des pentes échelonnées qui viennent se perdre dans la vallée ».

### Communes limitrophes
|            | Neaufles-Saint-Martin Eure |             |
| Dangu Eure | Courcelles-lès-Gisors      | Gisors Eure |
|            | Boury-en-Vexin             |             |

### Hydrographie
La commune est située dans le bassin Seine-Normandie. Elle est drainée par l'Epte, le cours d'eau 01 de la commune de Gisors et divers bras de l'Epte,,.
L'Epte, d'une longueur de 113 km, prend sa source dans la commune de Compainville et se jette  dans la Seine à Notre-Dame-de-la-Mer, après avoir traversé 44 communes.

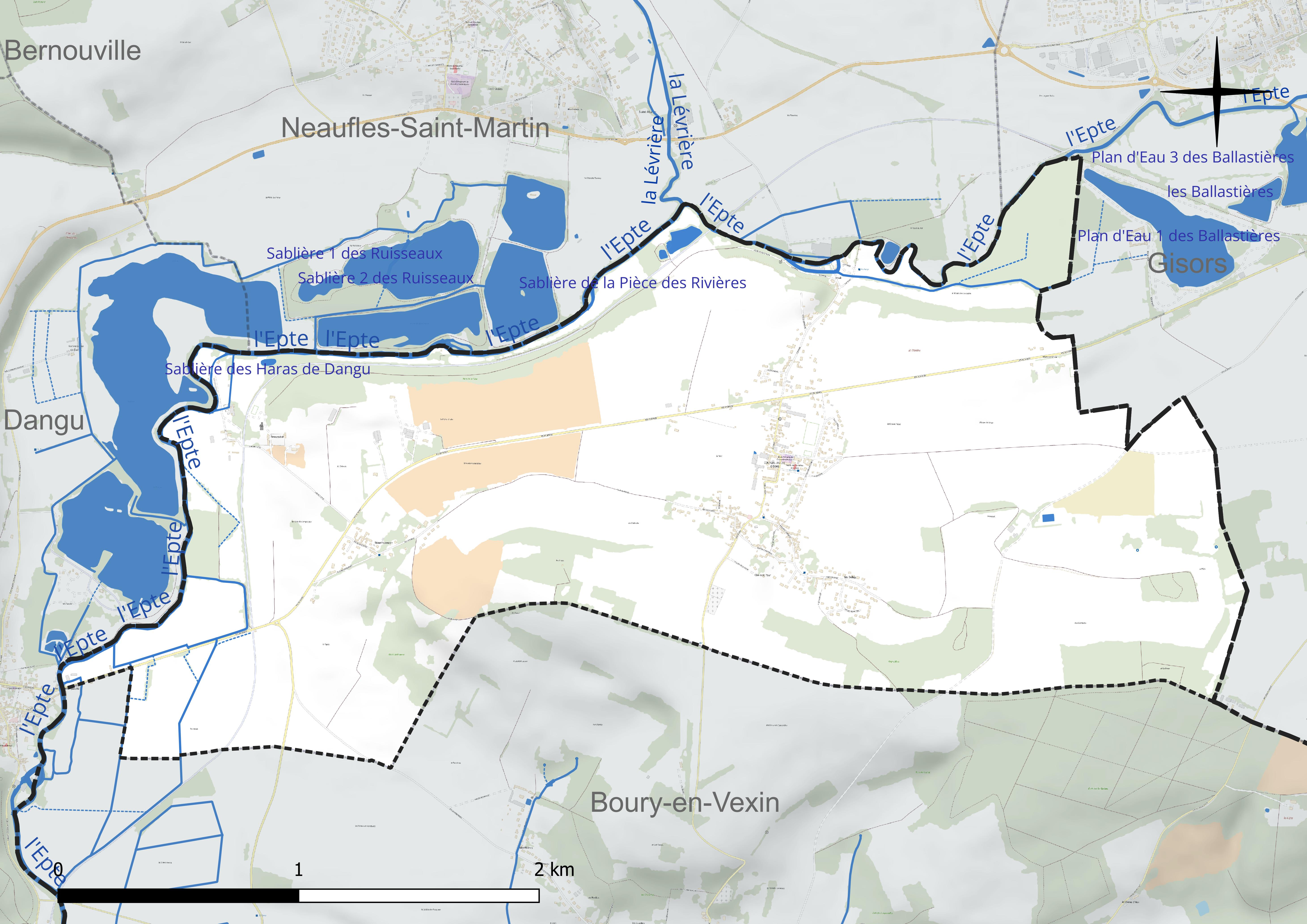
Réseau hydrographique de Courcelles-lès-Gisors.

Un plan d'eau complète le réseau hydrographique : la sablière 2 de la Pièce des Rivières (1 ha),.

### Climat
Pour des articles plus généraux, voir Climat des Hauts-de-France et Climat de l'Oise.
En 2010, le climat de la commune est de type climat océanique dégradé des plaines du Centre et du Nord, selon une étude du CNRS s'appuyant sur une série de données couvrant la période 1971-2000. En 2020, Météo-France publie une typologie des climats de la France métropolitaine dans laquelle la commune est exposée à un climat océanique et est dans la région climatique Sud-ouest du bassin Parisien, caractérisée par une faible pluviométrie, notamment au printemps (120 à 150 mm) et un hiver froid (3,5 °C).
Pour la période 1971-2000, la température annuelle moyenne est de 11 °C, avec une amplitude thermique annuelle de 14,6 °C. Le cumul annuel moyen de précipitations est de 714 mm, avec 11,6 jours de précipitations en janvier et 8 jours en juillet. Pour la période 1991-2020, la température moyenne annuelle observée sur la station météorologique la plus proche, située sur la commune d'Étrépagny à 11 km à vol d'oiseau, est de 11,3 °C et le cumul annuel moyen de précipitations est de 774,0 mm,. Pour l'avenir, les paramètres climatiques de la commune estimés pour 2050 selon différents scénarios d'émission de gaz à effet de serre sont consultables sur un site dédié publié par Météo-France en novembre 2022.

## Urbanisme

### Typologie
Au 1er janvier 2024, Courcelles-lès-Gisors est catégorisée commune rurale à habitat dispersé, selon la nouvelle grille communale de densité à sept niveaux définie par l'Insee en 2022.
Elle est située hors unité urbaine. Par ailleurs la commune fait partie de l'aire d'attraction de Paris, dont elle est une commune de la couronne,.

### Occupation des sols
L'occupation des sols de la commune, telle qu'elle ressort de la base de données européenne d'occupation biophysique des sols Corine Land Cover (CLC), est marquée par l'importance des territoires agricoles (89,3 % en 2018), une proportion sensiblement équivalente à celle de 1990 (89,4 %). La répartition détaillée en 2018 est la suivante :
terres arables (50 %), prairies (32,9 %), zones urbanisées (7,5 %), zones agricoles hétérogènes (6,4 %), forêts (1,8 %), eaux continentales (1,4 %). L'évolution de l'occupation des sols de la commune et de ses infrastructures peut être observée sur les différentes représentations cartographiques du territoire : la carte de Cassini (XVIIIe siècle), la carte d'état-major (1820-1866) et les cartes ou photos aériennes de l'IGN pour la période actuelle (1950 à aujourd'hui).

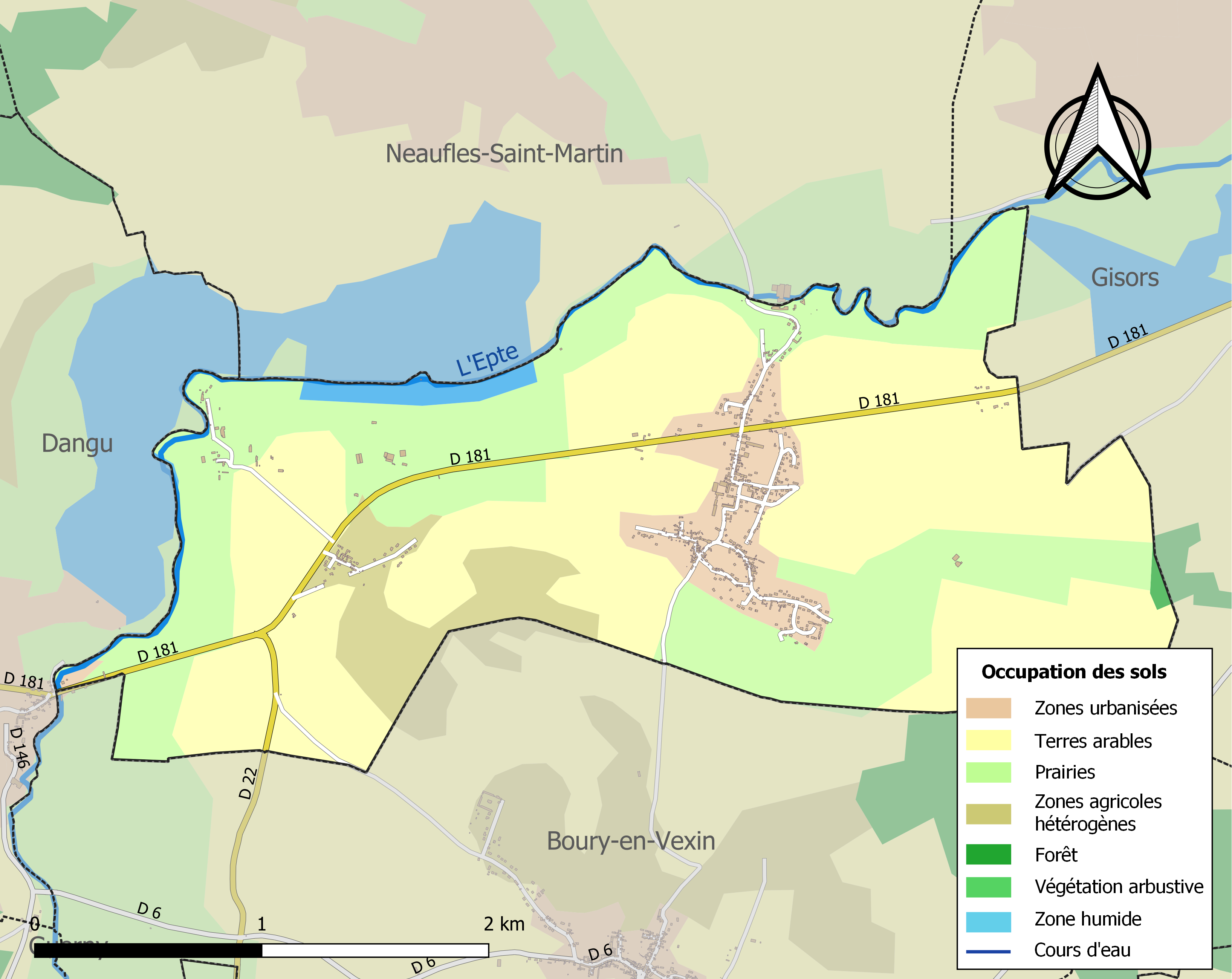
Carte des infrastructures et de l'occupation des sols de la commune en 2018 (CLC).

### Lieux-dits, hameaux et écarts
La commune compte plusieurs hameaux et écarts : Muréaumont ainsi que Beausséré, ancienne commune absorbée par Courcelles et 1825.

### Habitat et logement
En 2018, le nombre total de logements dans la commune était de 365, alors qu'il était de 360 en 2013 et de 357 en 2008.
Parmi ces logements, 89 % étaient des résidences principales, 7,4 % des résidences secondaires et 3,6 % des logements vacants. Ces logements étaient pour 95,5 % d'entre eux des maisons individuelles et pour 4,2 % des appartements.
Le tableau ci-dessous présente la typologie des logements à Courcelles-lès-Gisors en 2018 en comparaison avec celle de l'Oise et de la France entière. Une caractéristique marquante du parc de logements est ainsi une proportion de résidences secondaires et logements occasionnels (7,4 %) supérieure à celle du département (2,5 %) et à celle de la France entière (9,7 %). Concernant le statut d'occupation de ces logements, 89,1 % des habitants de la commune sont propriétaires de leur logement (89,1 % en 2013), contre 61,4 % pour l'Oise et 57,5 pour la France entière.
| Typologie                                               | Courcelles-lès-Gisors | Oise | France entière |
| ------------------------------------------------------- | --------------------- | ---- | -------------- |
| Résidences principales (en %)                           | 89                    | 90,4 | 82,1           |
| Résidences secondaires et logements occasionnels (en %) | 7,4                   | 2,5  | 9,7            |
| Logements vacants (en %)                                | 3,6                   | 7,1  | 8,2            |

### Voies de communication et transports
La commune est desservie, en 2023, par les lignes 605 et 6136 du réseau interurbain de l'Oise.
Deux chemins de promenade et randonnée (PR) sont aménagés dans le territoire communal, dont un sur l'emprise de l'ancienne ligne de Gisors-Boisgeloup à Pacy-sur-Eure, qui longe l'Epte, et la commune est traversée par le Sentier de grande randonnée GR 125.

## Toponymie
Le nom de la localité est mentionné sous la forme Curculla vers 1130 ; Corceles en 1140 ; curceles, inter curceles, gisortium, Corcellas en 1198 ; Courcelloe et Corcelloe en 1265 ; de Courcellisen 1266 ; de corcellis au XIIIe siècle ; Curtelles et Corticella vers 1270 ; Courcelles juxta Gisors en 1337 ; Courcelles jouxte Gisors en 1710 ; Courcelles joute Gisors en 1787 ; Courcelles-lès-Gisors en 1840.
Courcelle est un nom commun en moyen français (Renaissance) qui désigne une « petite cour » ou « un petit jardin ». Ce nom est issu du mot gallo-roman corticella qui signifie « petit domaine » et qui est formé de cōrtem (forme médiévale du mot latin cohors) avec le suffixe diminutif -icella. Cohors désigne en latin une « cour » ou un « enclos ».
La préposition « lès » permet de signifier la proximité d'un lieu géographique par rapport à un autre lieu. En règle générale, il s'agit d'une localité qui tient à se situer par rapport à une ville voisine plus grande. La commune de Courcelles indique qu'elle se situe près de Gisors.

## Histoire
Winston Churchill (le premier) prétendait qu'un certain Otho de Leon (son ancêtre normand) était le châtelain de Gisors. Selon lui, il avait deux fils, Richard et Wandril, seigneur de Courcelles dont l'un des fils accompagnait Guillaume le Conquérant en Angleterre. À l'époque de ce Winston, cette corruption de Courcelles (Normand) en Churchill (Saxon) fut l'objet d'une dispute, qui a remis en question les assertions du cavalier anglais. Cependant, des recherches récents ont révélé que l'ADN des Churchills vivants est divisé en deux haplogroupes, dont l'un d'entre eux correspond à la généalogie normande,.
Le village est connu pour la bataille que s'y livrent en septembre 1198 Philippe Auguste et Richard Cœur de Lion, qui en sort vainqueur.
Sous l'Ancien Régime, jean-Baptiste Frion relate qu'il y eut entre les seigneurs de Courcelles et la plupart des habitants, de fréquents démêlés à l'occasion des droits de banalité auxquels ceux-ci se sont souvent soustraits.
D'après un document authentique, les droits de banalité consistaient dans la perception, pour le seigneur, de la quatrième partie du vin et la sixième partie du cidre que faisait le vassal, et du sixième des pains qu'on cuisait, et les vassaux ne pouvaient faire leur pain et leur boisson qu'au four et au pressoir banaux ».
La commune, instituée lors de la Révolution française, absorbe en 1825 celle de Beausseré.
En 1827, la commune était propriétaire d'une école et du presbytère et faisait construire la mairie. « Elle a à peu près un hectare de terrains incultes, partie en marais, et partie sur la côte, d'où on extrait de mauvaises pierres de construction. Elle a aussi à Hainval, une carrière de craie d'où l'on tire de la marne. Le cimetière est resté autour de l'église. La plupart des maisons sont couvertes en chaume ; le village est entouré de bois peu aéré ; les rues sont étroites. Beausiéri présente le mime aspect (...) L'on trouve dans cette commune une chamoiserie, une fabrique d'huile, et un four à chaux ».

## Politique et administration

### Rattachements administratifs et électoraux
La commune se trouve dans l'arrondissement de Beauvais du département de l'Oise. Pour l'élection des députés, elle fait partie depuis 2012 de la deuxième circonscription de l'Oise.
Elle fait partie depuis 1801 du canton de Chaumont-en-Vexin. Dans le cadre du redécoupage cantonal de 2014 en France, ce canton, dont la commune est toujours membre, est modifié, passant de 37 à 73 communes.

### Intercommunalité
La commune, jusqu'alors membre de la communauté de communes du Vexin-Thelle, était membre de la communauté de communes du Pays du Coquelicot, un établissement public de coopération intercommunale (EPCI) à fiscalité propre créé en 2000 et auquel la commune avait transféré un certain nombre de ses compétences, dans les conditions déterminées par le code général des collectivités territoriales
Insatisfaite de ce rattachement et considérant qu'elle est concernée par les équipements de l'Eure, la commune obtient son rattachement à la communauté de communes du Vexin Normand le 1er janvier 2018, avant de réintégrer la communauté de communes du Vexin-Thelle le 31 mars 2018.

### Liste des maires
| Période                                  | Période                       | Identité        | Étiquette | Qualité                                                     |
| ---------------------------------------- | ----------------------------- | --------------- | --------- | ----------------------------------------------------------- |
| Les données manquantes sont à compléter. |                               |                 |           |                                                             |
| mars 1983                                | mars 1995                     | Guy Lompech     |           | industriel                                                  |
| mars 1995                                | mars 2001                     | André Benazet   |           | instituteur                                                 |
| mars 2001                                | En cours (au 2 décembre 2021) | Alain Frigiotti |           | chauffeur routier-retraité Réélu pour le mandat 2020-20260, |

## Équipements et services publics

### Enseignement
Les enfants de la commune sont scolarisés depuis 2017 avec ceux de Boury et de Vaudancourt dans le cadre d'un regroupement pédagogique intercommunal (RPI) pour lequel l'école de Courcelles-les-Gisors a été étendue de 2 classes,.
Les lycéens vont au lycée de Gisors.

Équipements de la commune
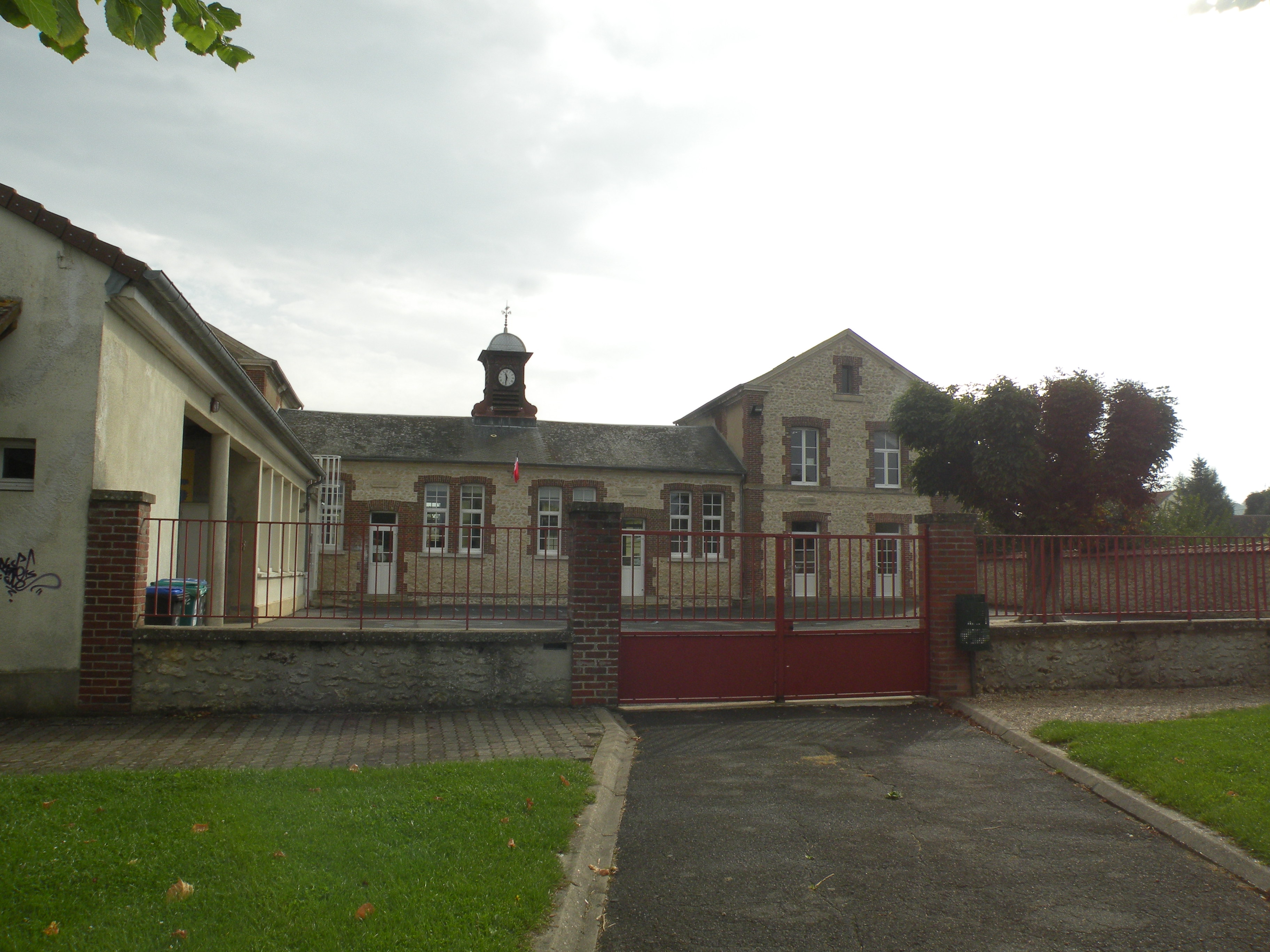
L'école
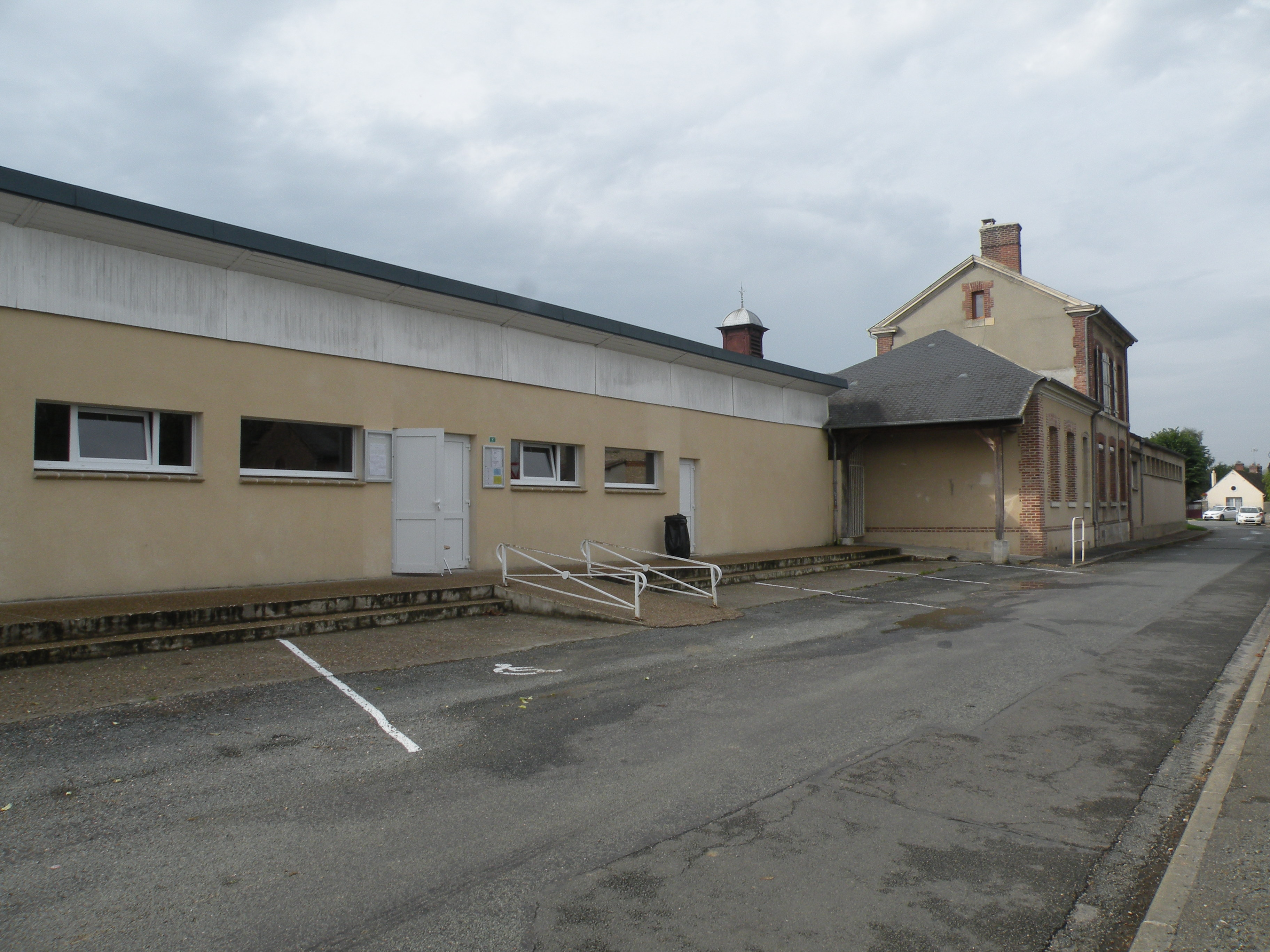
La salle des fêtes
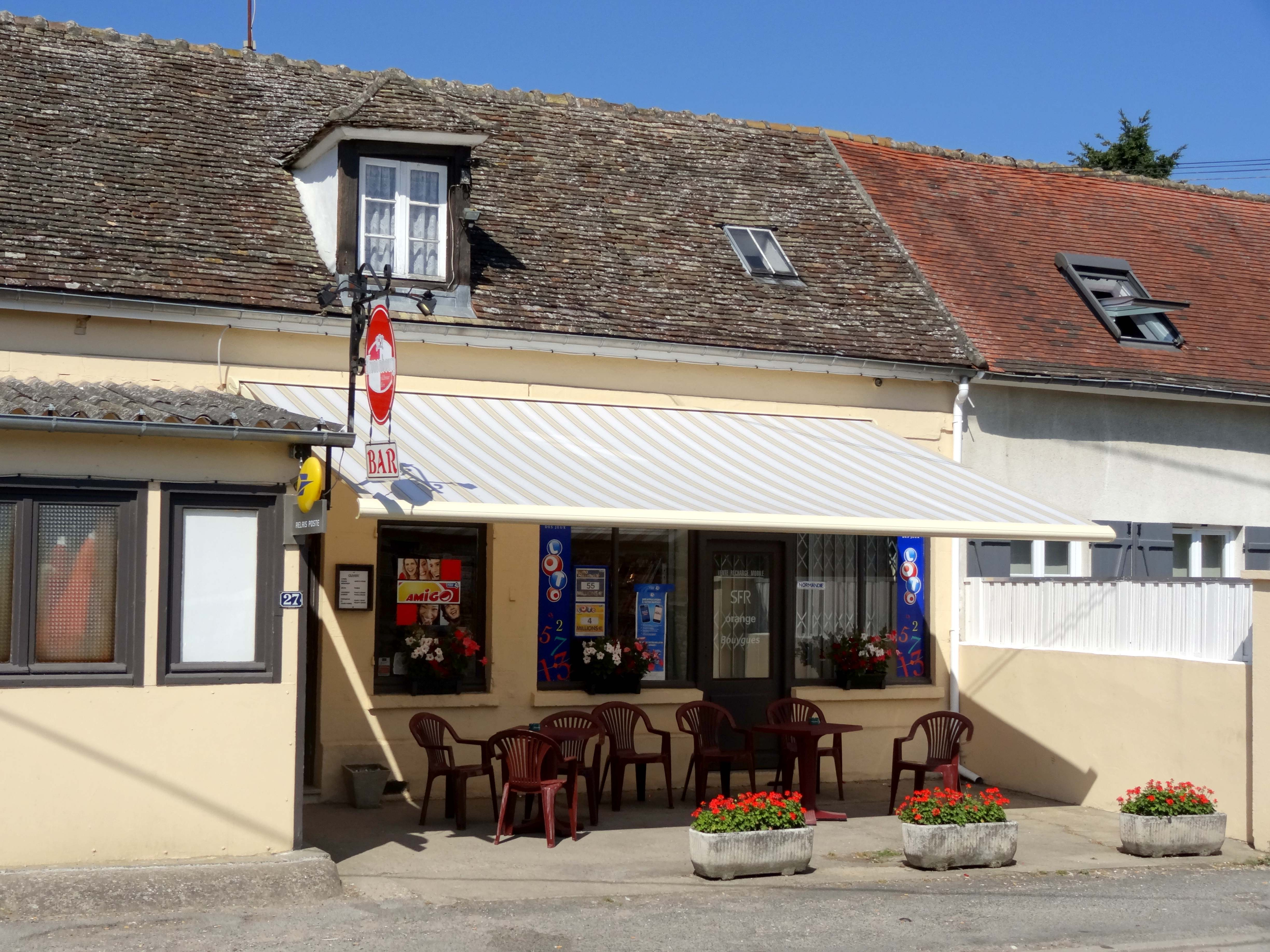
Le café-relais poste
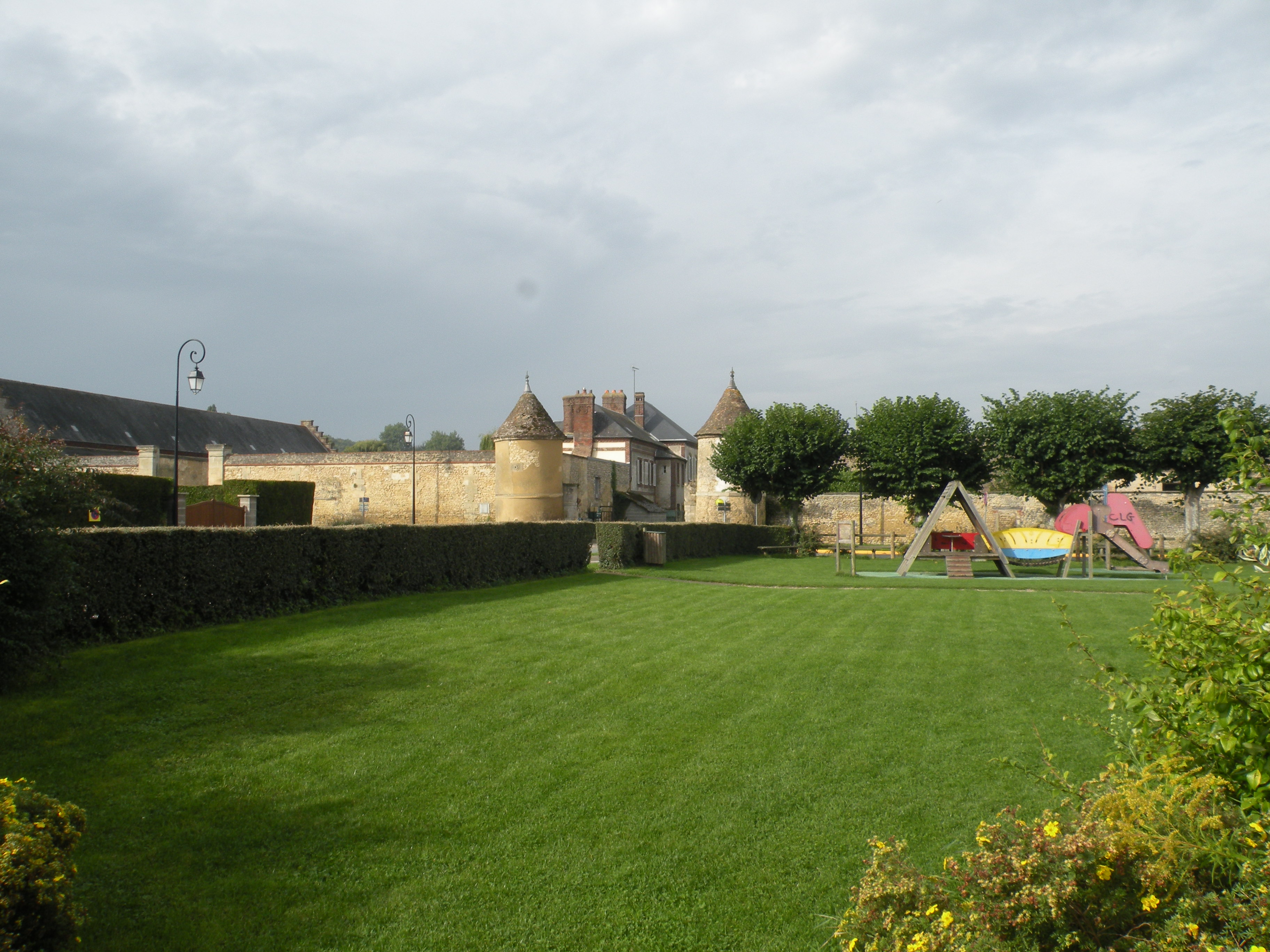
Le squares

## Population et société

### Démographie

#### Évolution démographique
L'évolution du nombre d'habitants est connue à travers les recensements de la population effectués dans la commune depuis 1793. Pour les communes de moins de 10 000 habitants, une enquête de recensement portant sur toute la population est réalisée tous les cinq ans, les populations de référence des années intermédiaires étant quant à elles estimées par interpolation ou extrapolation. Pour la commune, le premier recensement exhaustif entrant dans le cadre du nouveau dispositif a été réalisé en 2006.

En 2022, la commune comptait 811 habitants, en évolution de −1,93 % par rapport à 2016 (Oise : +0,87 %, France hors Mayotte : +2,11 %).
| 1793 | 1800 | 1806 | 1821 | 1831 | 1836 | 1841 | 1846 | 1851 |
| ---- | ---- | ---- | ---- | ---- | ---- | ---- | ---- | ---- |
| 241  | 286  | 308  | 328  | 399  | 447  | 597  | 639  | 706  |

| 1856 | 1861 | 1866 | 1872 | 1876 | 1881 | 1886 | 1891 | 1896 |
| ---- | ---- | ---- | ---- | ---- | ---- | ---- | ---- | ---- |
| 709  | 706  | 601  | 670  | 558  | 550  | 604  | 626  | 639  |

| 1901 | 1906 | 1911 | 1921 | 1926 | 1931 | 1936 | 1946 | 1954 |
| ---- | ---- | ---- | ---- | ---- | ---- | ---- | ---- | ---- |
| 614  | 592  | 570  | 532  | 557  | 593  | 488  | 424  | 424  |

| 1962 | 1968 | 1975 | 1982 | 1990 | 1999 | 2006 | 2011 | 2016 |
| ---- | ---- | ---- | ---- | ---- | ---- | ---- | ---- | ---- |
| 418  | 365  | 470  | 589  | 761  | 803  | 829  | 850  | 827  |

| 2021 | 2022 | - | - | - | - | - | - | - |
| ---- | ---- | - | - | - | - | - | - | - |
| 810  | 811  | - | - | - | - | - | - | - |

#### Pyramide des âges
La population de la commune est relativement jeune.
En 2018, le taux de personnes d'un âge inférieur à 30 ans s'élève à 31,9 %, soit en dessous de la moyenne départementale (37,3 %). À l'inverse, le taux de personnes d'âge supérieur à 60 ans est de 23,5 % la même année, alors qu'il est de 22,8 % au niveau départemental.
En 2018, la commune comptait 406 hommes pour 409 femmes, soit un taux de 50,18 % de femmes, légèrement inférieur au taux départemental (51,11 %).
Les pyramides des âges de la commune et du département s'établissent comme suit.
| Hommes | Classe d’âge | Femmes |
| ------ | ------------ | ------ |
| 0,3    | 90 ou +      | 1,5    |
| 6,0    | 75-89 ans    | 7,0    |
| 17,6   | 60-74 ans    | 14,6   |
| 26,6   | 45-59 ans    | 21,1   |
| 20,5   | 30-44 ans    | 20,9   |
| 10,0   | 15-29 ans    | 12,7   |
| 19,1   | 0-14 ans     | 22,1   |

| Hommes | Classe d’âge | Femmes |
| ------ | ------------ | ------ |
| 0,5    | 90 ou +      | 1,4    |
| 5,5    | 75-89 ans    | 7,6    |
| 15,6   | 60-74 ans    | 16,3   |
| 20,8   | 45-59 ans    | 20     |
| 19,4   | 30-44 ans    | 19,4   |
| 17,6   | 15-29 ans    | 16,2   |
| 20,6   | 0-14 ans     | 19,1   |

## Culture locale et patrimoine

### Lieux et monuments
On peut noter l'ensemble patrimonial constitué des ruines du château, l'église située en dessous puis un lavoir.
- Vestiges du château de Courcelles-lès-Gisors, proche du lieu de la bataille de 1198, et qui a été démantelé lors des guerres de la Fronde, sur les ordres du cardinal de Mazarin

Au début du XIXe siècle, Louis Graves indiquait « L'enceinte, conservée dans une partie de son élévation, était rectangulaire sur cent mètres de face ; le donjon occupait l'un des angles et avait seize mètres de côté, avec des murs épais de deux mètres. ».
Inscrit partiellement aux monuments historiques.
- Église XIIe – XVIe siècle (IMH), composé d'une nef unique, d'un transept et d'un chœur de deux travées dont la première est flanquée de chapelles. L'église a été fortement remaniée au milieu du XVIe siècle avec la reprise en sous-œuvre de la base du clocher, la construction des croisillons et celle des parties orientales, ainsi que de la charpente de la nef avec engoulants et blochets sculptés.

À l'intérieur se trouve une  Vierge à l'Enfant en pierre, caractéristique de la sculpture populaire du début du XIVe siècle,.
- Les lavoirs.
- Deux tours, vestiges d'un parc qui aurait été dessiné par André Le Nôtre pour le seigneur du lieu, « et d'après la tradition, un nouveau manoir devait s'élever dans l'enceinte de ce parc où il y a aujourd'hui un corps de ferme dont l'entrée est la même que celle qu'on vient de mentionner[21] ».

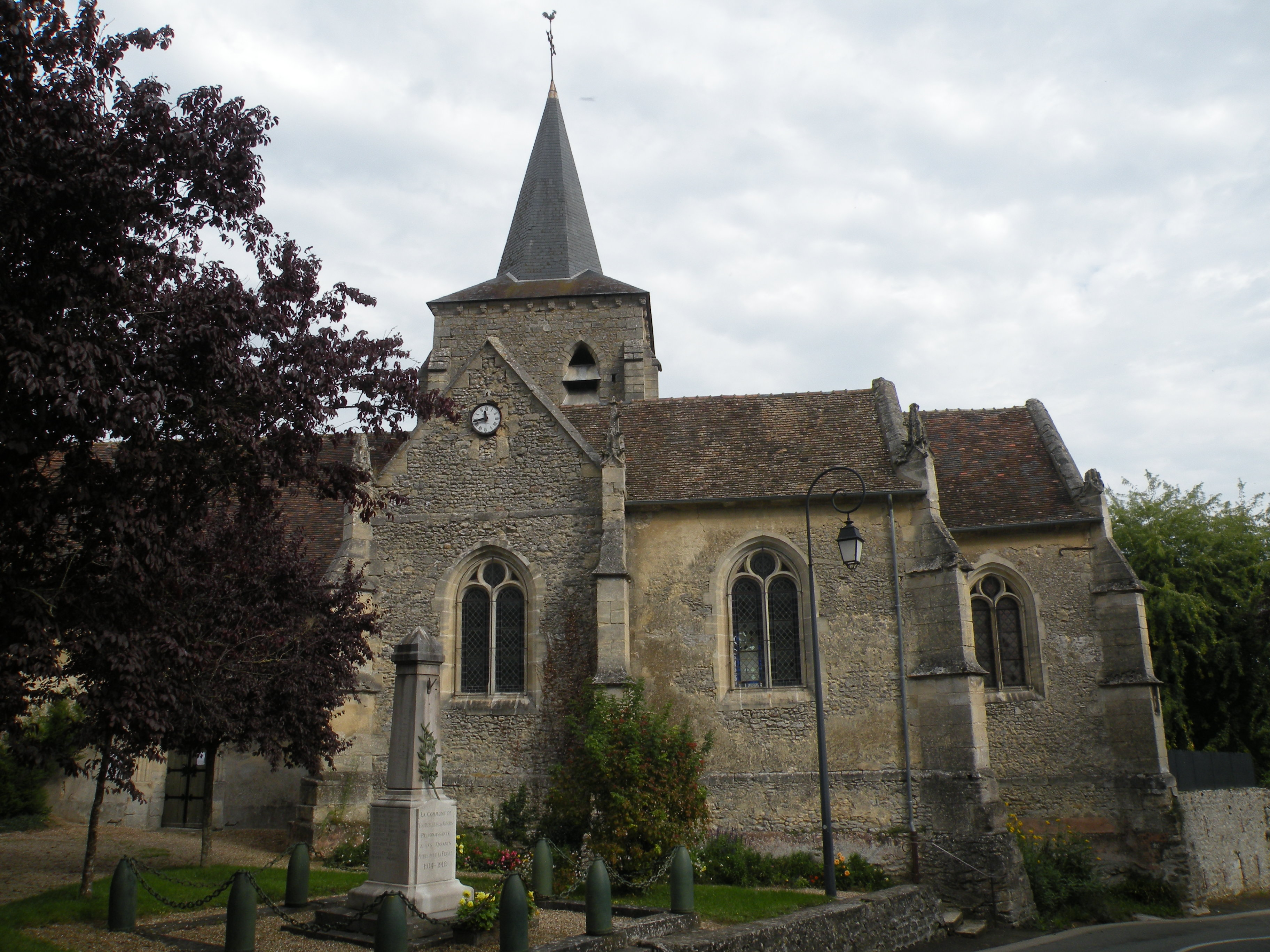
L'église.
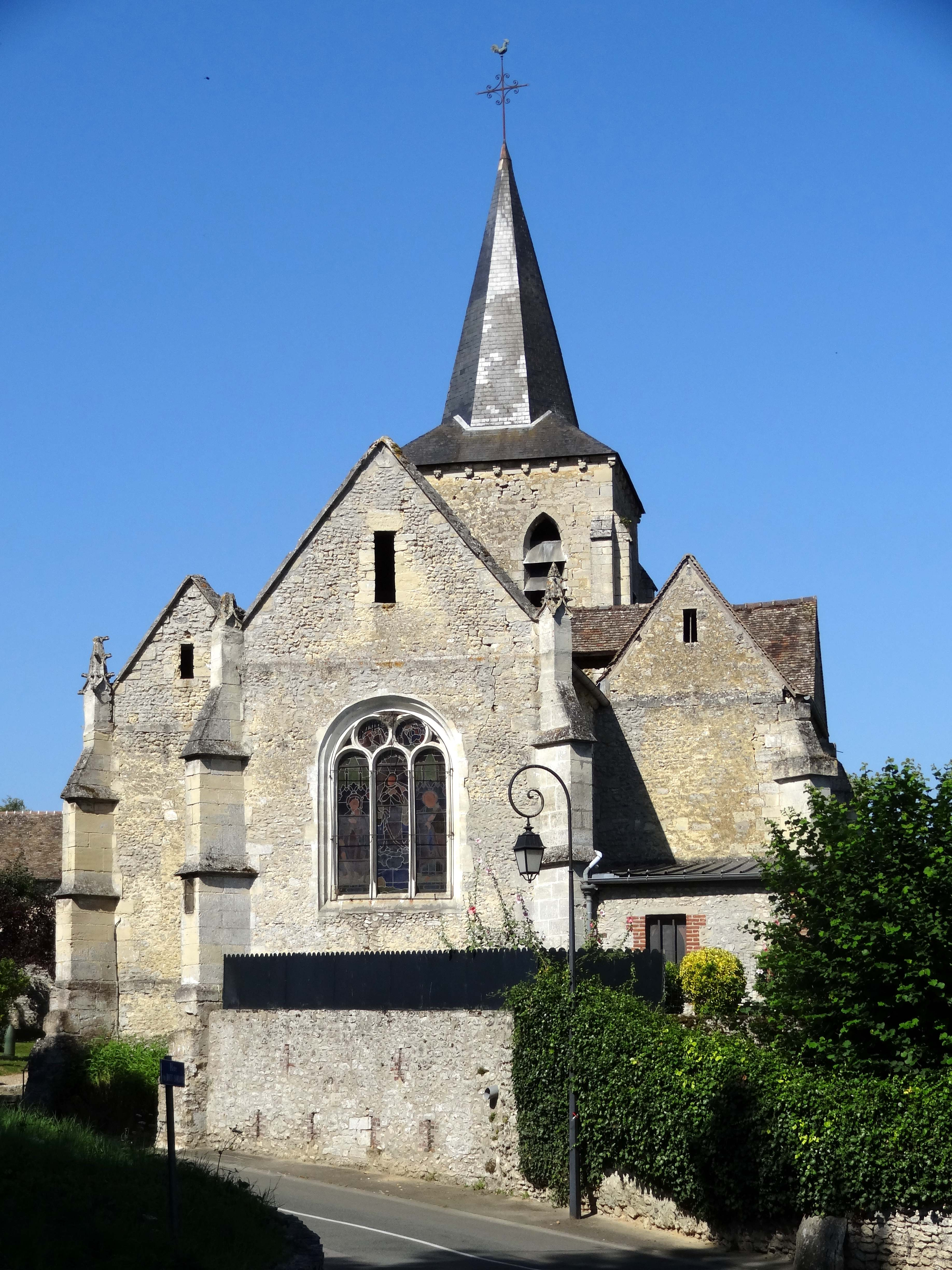
Chevet de l'église.
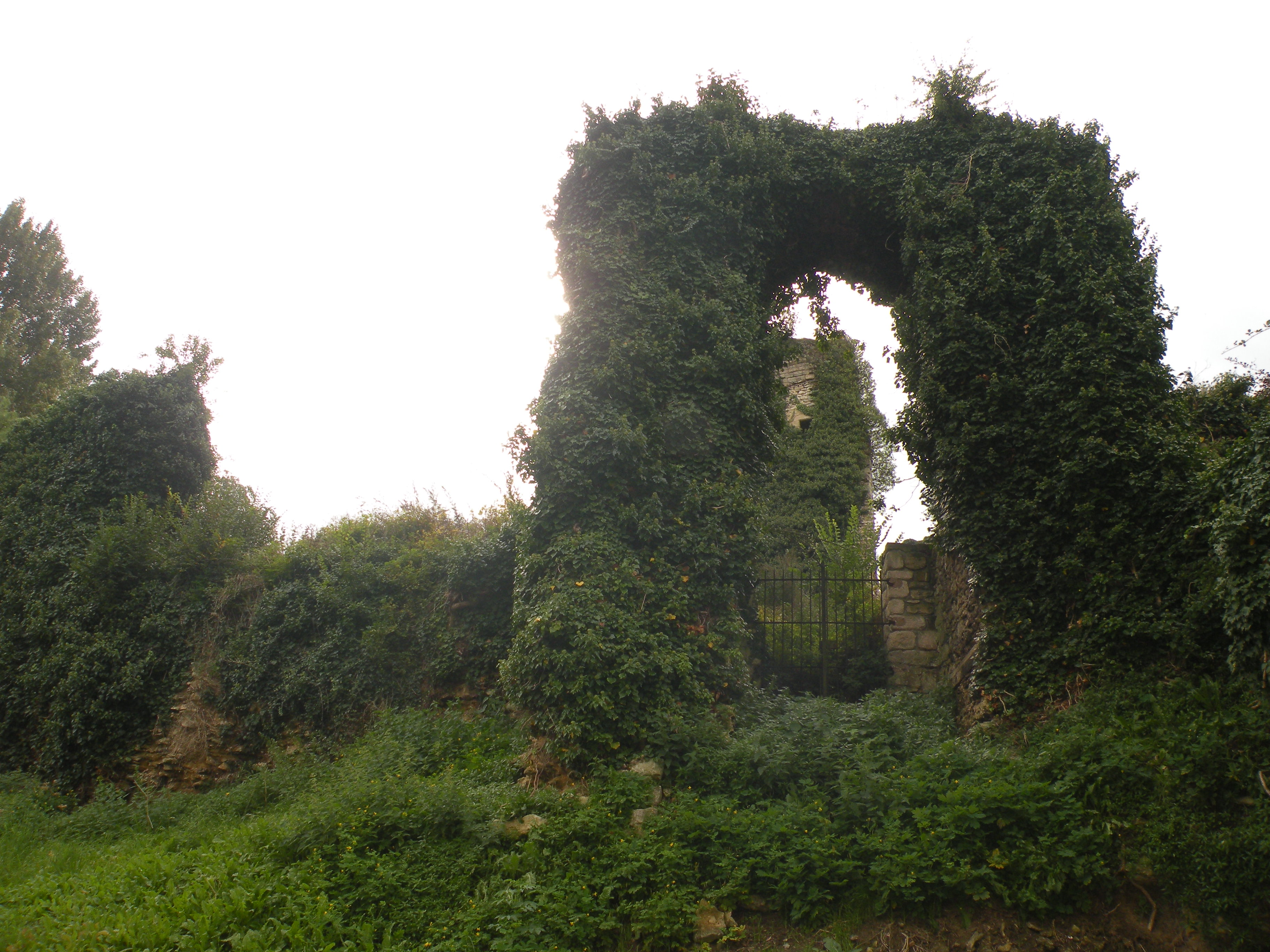
Les ruines du château.
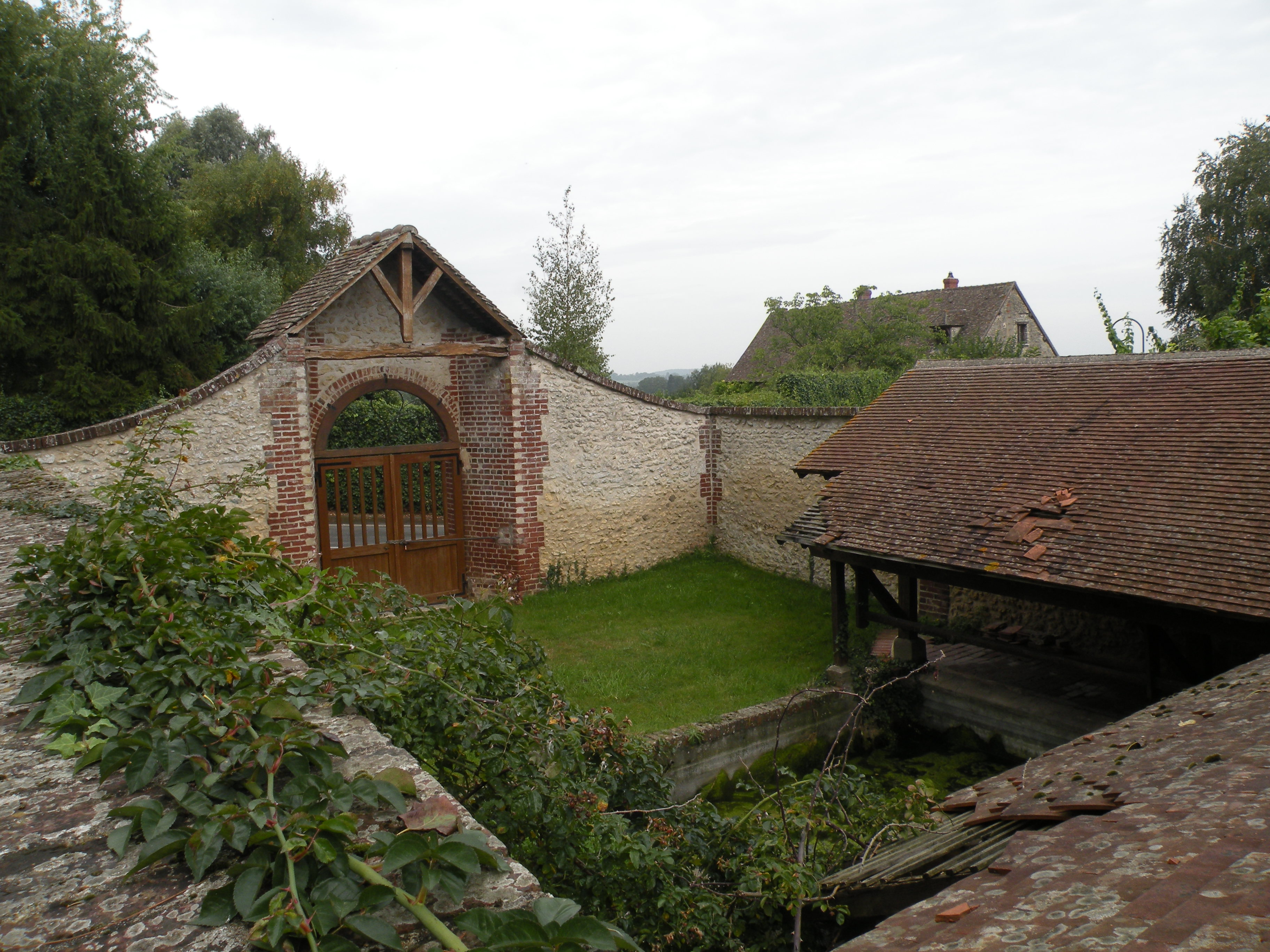
Le lavoir.
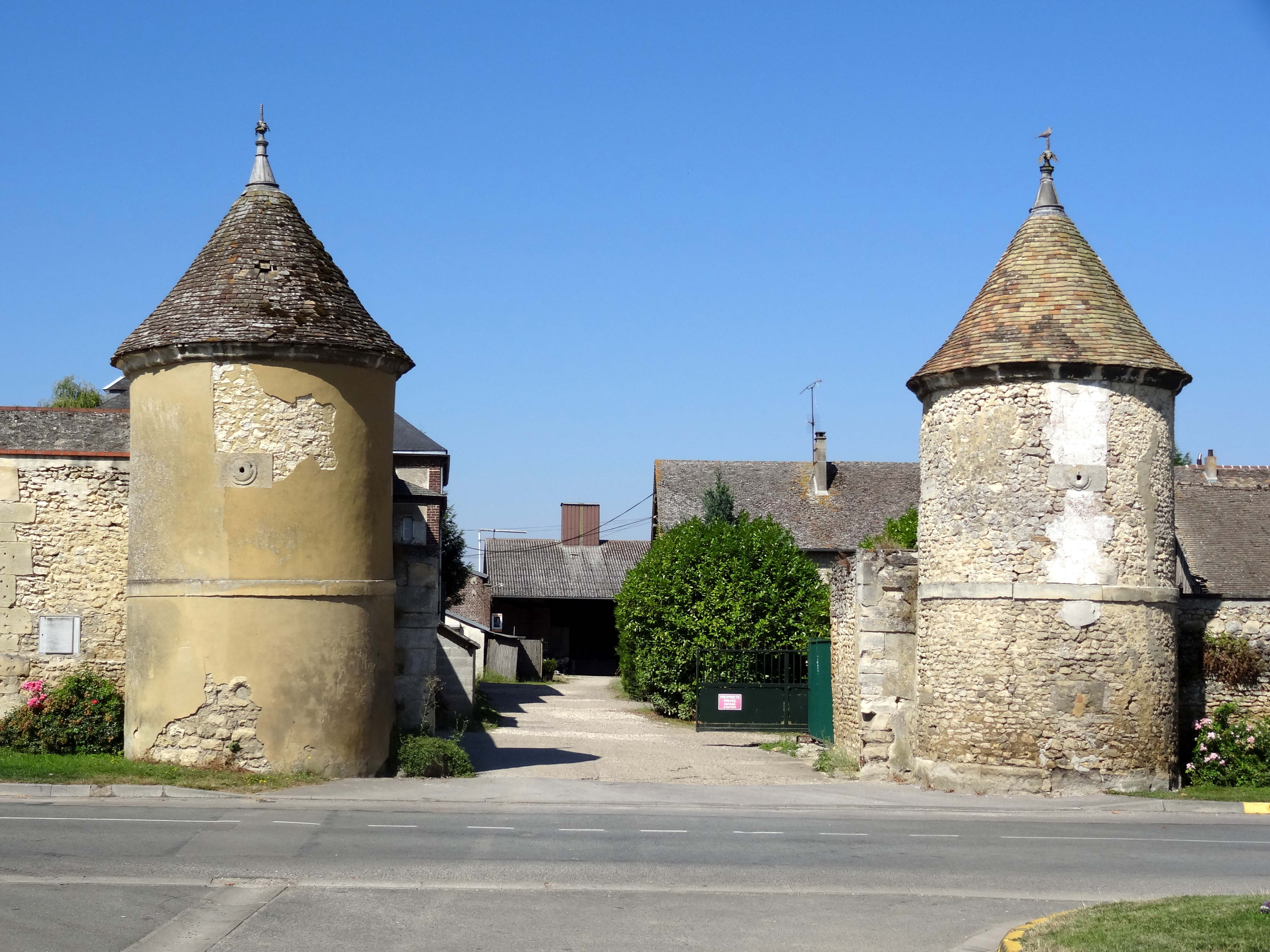
Rue de la Tour.
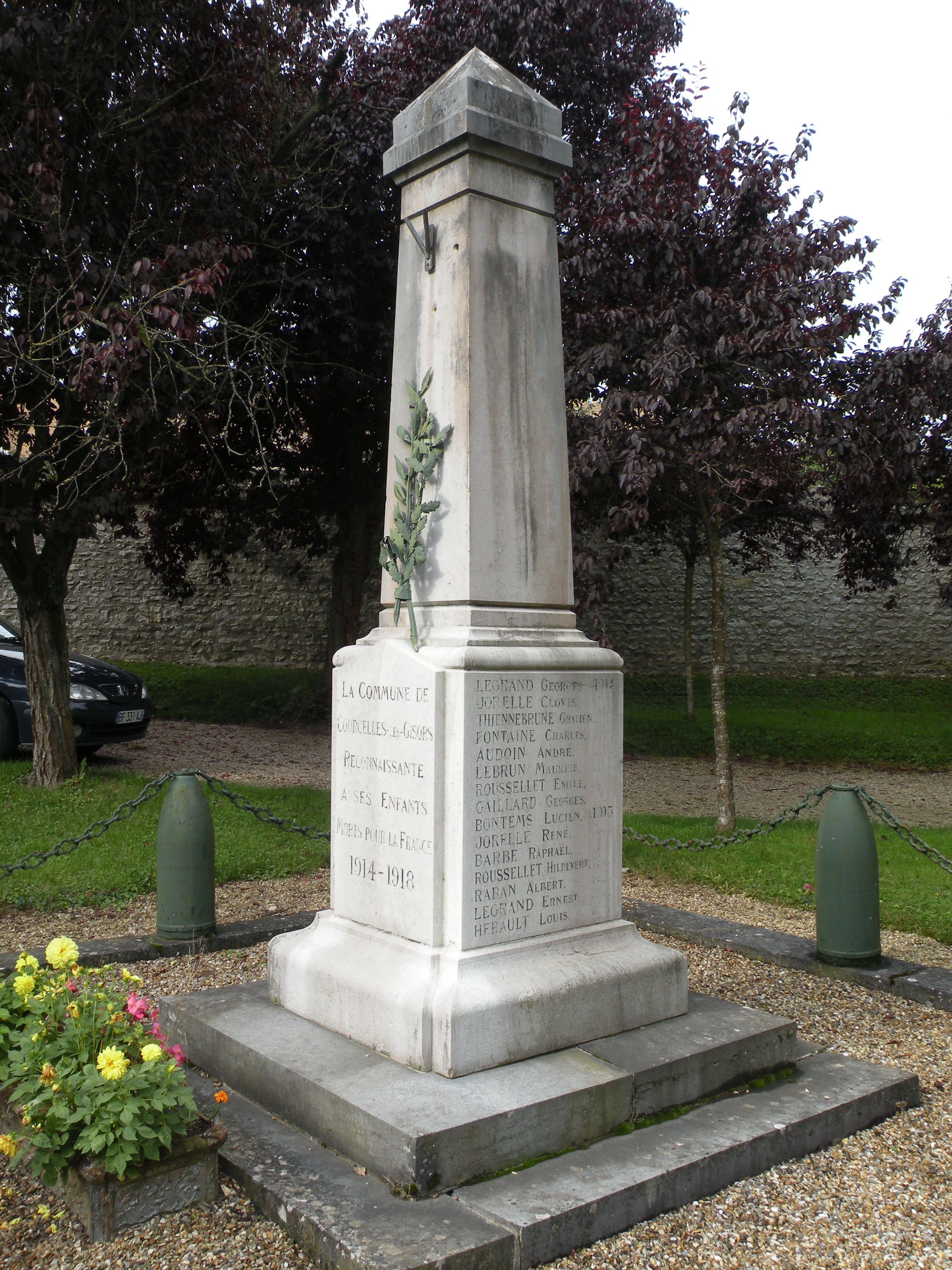
Monument aux morts.

### Personnalités liées à la commune
Le nom de certains seigneurs de Courcelles nous est parvenu, comme :
- en 1150, Drogon ou Dreux. Un document rapporte que ce seigneur ayant exercé des violences et des entreprises à Vaudancourt, qui appartenait aux chanoines de la cathédrale Notre-Dame de Rouen, l'archevêque s'en plaignit au roi et lui demanda d'obliger Drogon à rendre ce qu'il avait volé... ;
- en 1260, Enguerrand, homme d'armes ;
- en 1421, Philippe de Courcelles, grand-échanson ou bouteiller du roi, qui possédait un grand nombre de seigneuries dans les deux Vexins.

### Héraldique
| Blason de Courcelles-lès-Gisors | Blason  | D'azur à la tour d'argent, maçonnée de sable posée sur une rivière de sinople mouvant de la pointe, accompagnée. de trois fleurs de lis d'or rangées en chef. DeviseLilio fidelitatis exemplum |
| Blason de Courcelles-lès-Gisors | Détails | Le statut officiel du blason reste à déterminer. |